# Championnats du monde de slalom (canoë-kayak) 2007
Navigation
Championnats du monde de slalom 2006 Championnats du monde de slalom 2009
Les 31e championnats du monde de slalom en canoë-kayak se sont déroulés du 19 au 23 septembre 2007 à Foz do Iguaçu au Brésil, sous l'égide de la Fédération internationale de canoë.
Les finalistes de chacune des quatre disciplines olympiques (C1 et C2 hommes, K1 hommes et femmes) permettent à leur pays d'obtenir un quota olympique pour les Jeux olympiques d'été de 2008.

## Podiums

### Femmes
| Épreuves      | Or                                                                | Argent                                                                        | Bronze                                                        |
| ------------- | ----------------------------------------------------------------- | ----------------------------------------------------------------------------- | ------------------------------------------------------------- |
| K1            | Jennifer Bongardt                                                 | Elena Kaliska                                                                 | Štěpánka Hilgertová                                           |
| K1 par équipe | Allemagne • Jennifer Bongardt • Mandy Planert • Jasmin Schornberg | République tchèque • Štěpánka Hilgertová • Irena Pavelkova • Marcela Sadilova | Royaume-Uni • Fiona Pennie • Laura Blakeman • Elizabeth Neave |

### Hommes
| Épreuves      | Or | Argent | Bronze |
| ------------- | --- | --- | --- |
| K1            | Sébastien Combot | Fabian Dörfler                                                                                                  | Campbell Walsh |
| C1            | Michal Martikan | Tony Estanguet                                                                                                  | Robin Bell |
| C2            | Slovaquie • Peter Hochschorner • Pavol Hochschorner                                                                 | France • Pierre Luquet • Christophe Luquet                                                                      | Italie • Andrea Benetti • Erik Masoero                                                                            |
| C1 par équipe | France • Tony Estanguet • Pierre Labarelle • Nicolas Peschier                                                       | Allemagne • Jan Benzien • Nico Bettge • Lukas Hoffman                                                           | République tchèque • Stanislav Jezek • Tomas Indruch • Jan Masek                                                  |
| C2 par équipe | République tchèque • Ondrej Stepanek / Jaroslav Volf • Tomáš Máder / Marek Jiras • Jaroslav Pospisil / David Mruzek | France • Cédric Forgit / Martin Braud • Pierre Luquet / Christophe Luquet • Damien Troquenet / Mathieu Voyemant | Slovaquie • Peter Hochschorner / Pavol Hochschorner • Peter Skantar / Ladislav Skantar • Tomas Kucera / Jan Batik |
| K1 par équipe | Allemagne • Fabian Dörfler • Alexander Grimm • Erik Pfannmoeller                                                    | France • Julien Billaut • Pierre Bourliaud • Sébastien Combot                                                   | République tchèque • Ivan Pisvejc • Vavrinec Hradilek • Luboš Hilgert                                             |

## Tableau des médailles

### Général
| Rang | Nation             | Or | Argent | Bronze | Total |
| ---- | ------------------ | -- | ------ | ------ | ----- |
| 1    | Allemagne          | 3  | 2      | 0      | 5     |
| 2    | France             | 2  | 4      | 0      | 6     |
| 3    | Slovaquie          | 2  | 1      | 1      | 4     |
| 4    | République tchèque | 1  | 1      | 3      | 5     |
| 5    | Royaume-Uni        | 0  | 0      | 2      | 2     |
| 6    | Australie          | 0  | 0      | 1      | 1     |
| -    | Italie             | 0  | 0      | 1      | 1     |

### Disciplines olympiques
| Rang | Nation             | Or | Argent | Bronze | Total |
| ---- | ------------------ | -- | ------ | ------ | ----- |
| 1    | Slovaquie          | 2  | 1      | 0      | 3     |
| 2    | France             | 1  | 2      | 0      | 3     |
| 3    | Allemagne          | 1  | 1      | 0      | 2     |
| 4    | Australie          | 0  | 0      | 1      | 1     |
| -    | Italie             | 0  | 0      | 1      | 1     |
| -    | République tchèque | 0  | 0      | 1      | 1     |
| -    | Royaume-Uni        | 0  | 0      | 1      | 1     |